# Hwang Hee-chan
Hwang Hee-Chan ((황희찬?); Chuncheon, 26 gennaio 1996) è un calciatore sudcoreano, attaccante del Wolverhampton e della nazionale sudcoreana.

## Biografia
Nasce a Chuncheon, ma si trasferisce a Bucheon dopo la nascita e ci vive fino all'età di 11 anni. Durante i primi anni della sua infanzia si era dedicato al taekwondo ma poi iniziò a praticare il calcio nel periodo in cui frequentò la Singok Elementary School a Uijeongbu. Successivamente passa alla squadra di calcio della Pohang Jecheol Middle School, dopo aver terminato le scuole medie passa alla Pohang Jecheol High School.

## Caratteristiche tecniche
È una punta centrale, è veloce inoltre, grazie al suo buon tocco di palla, riesce a superare l'avversario quando spinge in attacco, inoltre si getta con decisione sulla palla nella contesa. In fase offensiva riesce a trovare un buon coordinamento con i suoi compagni, inoltre è un bravo tiratore di calci di rigore. Il suo piede forte è il destro, ma grazie alla sua capacità di calciare bene anche col sinistro riesce a segnare il gol sfruttando bene le aperture nella difesa avversaria tirando da ogni direzione dalla corta-media distanza, anche da angolazioni più difficili.

## Carriera

### Club

#### Liefering

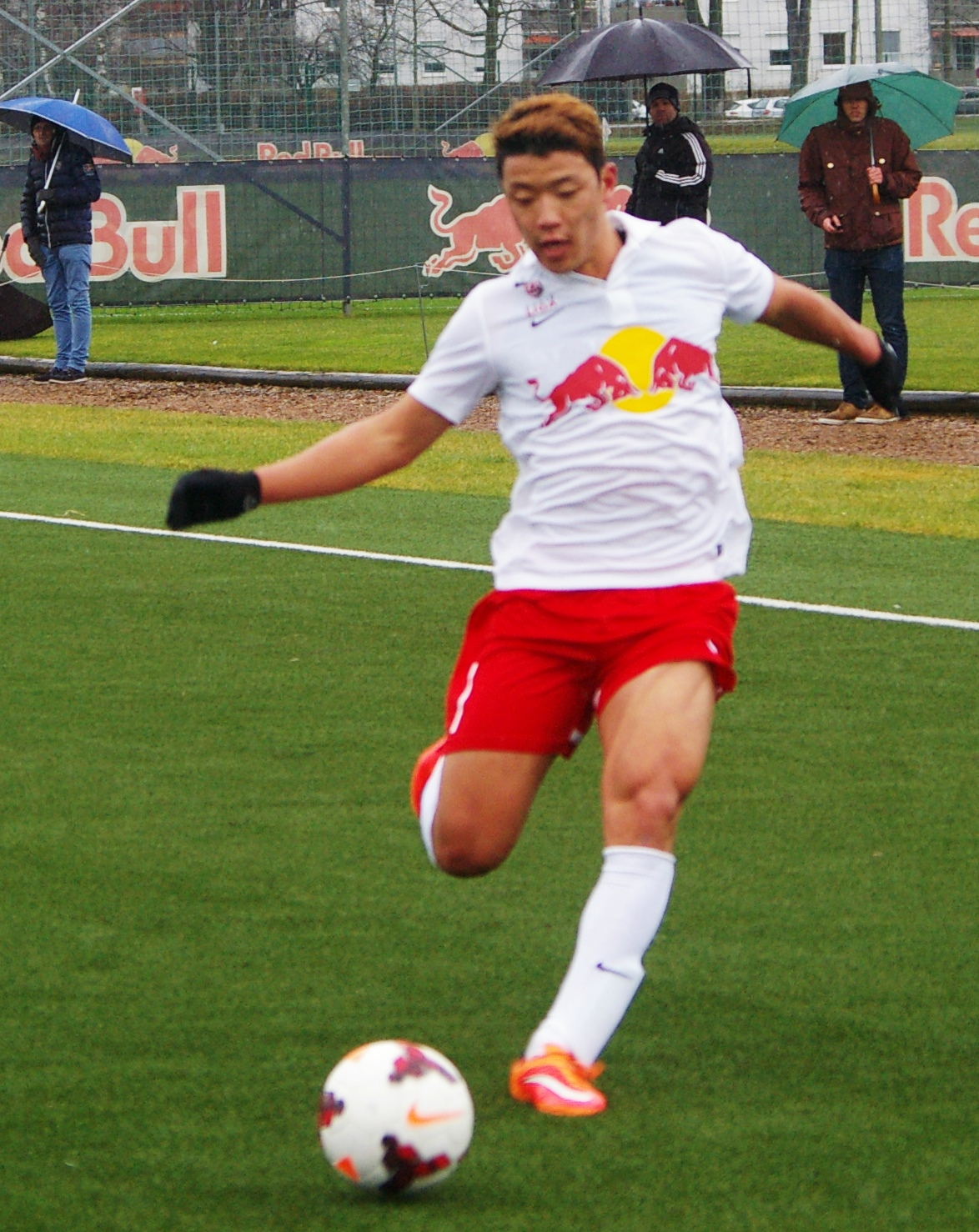
Hwang in un'amichevole con il nel 2015.

A partire dal 2015 gioca nella Erste Liga, la seconda divisione di calcio austriaca, esordisce nella vittoria per 4-2 contro l'Austria Lustenau dove con un suo assist David Atanga segna il secondo gol per la propria squadra. Nel campionato è autore del suo primo gol segnando la prima rete nella partita vinta per 4-1 ai danni del TSV Hartberg. Riesce a segnare una doppietta sia nella vittoria per 5-3 contro l'Austria Salisburgo che in quella col risultato di 5-1 battendo il Kapfenberg. La sua ultima rete per la squadra la mette a segno con il gol del 4-0 sconfiggendo il LASK.

#### Salisburgo e prestito all'Amburgo
L'esordio con la prima divisione con la maglia del Salisburgo avviene la stagione successiva, il 6 dicembre 2015, in campionato in uno 0-0 in trasferta con il Mattersburg.

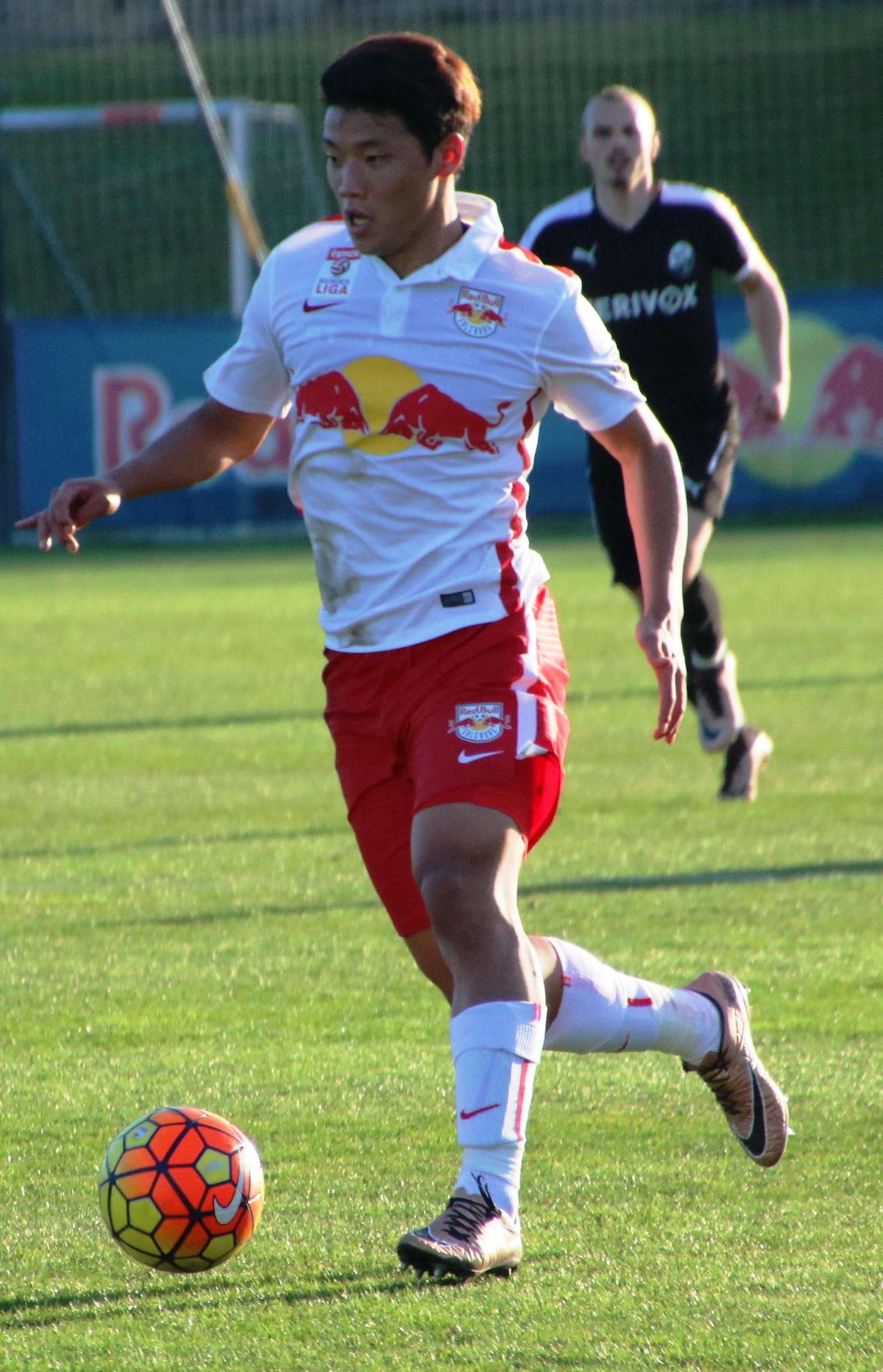
Hwang con la maglia del in un'amichevole nel 2016.

Il 3 novembre 2016 segna la sua prima doppietta, in occasione della partita di Europa League contro il Nizza; durante la stagione 2017-2018 si rende mette nuovamente in mostra in Europa League, con il suo Salisburgo che raggiunge le semifinali del torneo grazie alla vittoria ai quarti contro la Lazio (suo uno dei gol nella vittoria per 4-1 durante la gara di ritorno contro la squadra romana).
Il 31 agosto 2018 si trasferisce in prestito secco all'Amburgo.
Al termine dell'esperienza in Germania torna quindi al Salisburgo; durante la stagione 2019-2020 si rende protagonista, insieme al compagno di reparto Håland, soprattutto in Champions League (3 gol e 3 assist in 6 partite). Conclude la stagione con 16 gol e 22 assist in 40 presenze.

#### RB Lipsia e prestito al Wolverhampton
L'8 luglio 2020, Hwang viene acquistato dal RB Lipsia, che lo sceglie come sostituito dell'attaccante Timo Werner, trasferitosi al Chelsea. Sceglie di indossare la maglia numero 11 (appartenuta allo stesso Werner) e firma un contratto di cinque anni. Segna il suo primo gol con il Lipsia il 13 settembre 2020, nella partita di Coppa di Germania contro il Norimberga vinta 3-0. Nove giorni dopo debutta in Bundesliga contro il Mainz.
Il 29 agosto 2021 viene ceduto in prestito al Wolverhampton. Il 26 gennaio 2022 viene riscattato dal club inglese.

### Nazionale
Viene convocato nella nazionale Under-16 giocando nella Coppa d'Asia Under-16, segna una tripletta battendo per 3-0 la Corea del Nord, fa un altro gol sconfiggendo per 3-1 il Giappone, tuttavia la squadra viene eliminata ai quarti di finale dall'Uzbekistan, Hwang segna il gol del 1-1 portando al pareggio ma la Corea del Sud perde ai rigori per 5-3 complice il fatto che Hwang ha fallito tirando dal dischetto.
Gioca con la nazionale Under-19 prendendo parte alla campionato asiatico Under-19, prima durante le qualificazioni segna una tripletta battendo per 4-0 le Filippine, inoltre trasforma un rigore vincendo per 5-1 contro il Laos, ottenuta la qualificazione la Corea del Sud viene eliminata nella fase a girone, Hwang segna un solo gol, con un rigore vincendo per 6-0 contro il Vietnam.
Viene convocato per le Olimpiadi 2016 in Brasile giocando con la Nazionale Olimpica. Partecipa a tutte e quattro le partite, la Corea del Sud viene eliminata ai quarti di finale, Hwang segna un solo gol, nel pareggio per 3-3 contro la Germania.
Vince la medaglia d'oro agli Asian Games con la Nazionale Under-23 segnando tre reti, prima con il gol del definitivo 6-0 battendo il Bahrain, mentre contro l'Uzbekistan segna il rigore del 4-3 sullo scadere dei tempi supplementari ottenendo la vittoria, infine, sempre nei tempi supplementari, segna un gol sconfiggendo il Giappone per 2-1 in finale.
Con la nazionale maggiore gioca nella Coppa d'Asia 2019, grazie a un suo passaggio Hwang Ui-jo segna il gol del 1-0 battendo le Filippine, inoltre apre le marcature nella vittoria per 2-1 sconfiggendo il Bahrain, la squadra viene però eliminata nella partita successiva ai quarti di finale perdendo per 1-0 contro il Qatar.
Viene convocato per giocare nella Coppa del Mondo Qatar 2022 dove grazie a Hwang la squadra vince la sua unica partita nel torneo segnando il gol del 2-1 che è valsa la vittoria contro il Portogallo nonché la qualificazione agli ottavi di finale. Tuttavia la Corea del Sud viene sconfitta e eliminata per 4-1 dal Brasile.
Nella Coppa d'Asia che si è svolta nel 2024 agli ottavi di finale contro l'Arabia Saudita, dopo un pareggio per 1-1 la Corea del Sud vince ai rigori, Hee-chan segna dagli undici metri il gol del 4-2, nella partita successiva la Corea del Sud batte per 2-1 l'Australia, Hee-chan segna un altro rigore, nel secondo tempo.

## Statistiche

### Presenze nei club
Statistiche aggiornate al 29 dicembre 2024.
| Stagione             | Squadra              | Campionato           | Campionato | Campionato | Coppe nazionali | Coppe nazionali | Coppe nazionali | Coppe continentali | Coppe continentali | Coppe continentali | Altre coppe | Altre coppe | Altre coppe | Totale | Totale |
| Stagione             | Squadra              | Comp                 | Pres       | Reti       | Comp            | Pres            | Reti            | Comp               | Pres               | Reti               | Comp        | Pres        | Reti        | Pres   | Reti   |
| -------------------- | -------------------- | -------------------- | ---------- | ---------- | --------------- | --------------- | --------------- | ------------------ | ------------------ | ------------------ | ----------- | ----------- | ----------- | ------ | ------ |
| 2014-2015            | Liefering            | EL                   | 13         | 2          | OC              | 0               | 0               | -                  | -                  | -                  | -           | -           | -           | 13     | 2      |
| 2015-2016            | Liefering            | EL                   | 18         | 11         | OC              | 0               | 0               | -                  | -                  | -                  | -           | -           | -           | 18     | 11     |
| Totale Liefering     | Totale Liefering     | Totale Liefering     | 31         | 13         |                 | -               | -               |                    | -                  | -                  |             | -           | -           | 31     | 13     |
| 2015-2016            | Salisburgo           | BL                   | 13         | 0          | CA              | 1               | 0               | UEL                | 0                  | 0                  | -           | -           | -           | 14     | 0      |
| 2016-2017            | Salisburgo           | BL                   | 26         | 12         | CA              | 6               | 2               | UEL                | 3                  | 2                  | -           | -           | -           | 35     | 16     |
| 2017-2018            | Salisburgo           | BL                   | 20         | 5          | CA              | 3               | 3               | UCL+UEL            | 4+10               | 2+3                | -           | -           | -           | 37     | 13     |
| 2018-2019            | Amburgo              | 2BL                  | 20         | 2          | CG              | 1               | 0               | -                  | -                  | -                  | -           | -           | -           | 21     | 2      |
| 2019-2020            | Salisburgo           | BL                   | 27         | 11         | CA              | 5               | 1               | UCL+UEL            | 6+2                | 3+1                | -           | -           | -           | 40     | 16     |
| Totale Salisburgo    | Totale Salisburgo    | Totale Salisburgo    | 86         | 28         |                 | 15              | 6               |                    | 25                 | 11                 |             | -           | -           | 126    | 45     |
| 2020-2021            | Lipsia               | BL                   | 18         | 0          | CG              | 5               | 3               | UCL                | 3                  | 0                  | -           | -           | -           | 26     | 3      |
| ago. 2021            | Lipsia               | BL                   | 2          | 0          | CG              | 1               | 0               | -                  | -                  | -                  | -           | -           | -           | 3      | 0      |
| Totale Lipsia        | Totale Lipsia        | Totale Lipsia        | 20         | 0          |                 | 6               | 3               |                    | 3                  | 0                  |             | -           | -           | 29     | 3      |
| 2021-2022            | Wolverhampton        | PL                   | 30         | 5          | FACup+CdL       | 0+1             | 0+0             | -                  | -                  | -                  | -           | -           | -           | 31     | 5      |
| 2022-2023            | Wolverhampton        | PL                   | 27         | 3          | FACup+CdL       | 1+4             | 1+0             | -                  | -                  | -                  | -           | -           | -           | 32     | 4      |
| 2023-2024            | Wolverhampton        | PL                   | 29         | 12         | FACup+CdL       | 1+1             | 0+1             | -                  | -                  | -                  | -           | -           | -           | 31     | 13     |
| 2024-2025            | Wolverhampton        | PL                   | 14         | 2          | FACup+CdL       | 1+2             | 0+0             | -                  | -                  | -                  | -           | -           | -           | 17     | 2      |
| Totale Wolverhampton | Totale Wolverhampton | Totale Wolverhampton | 100        | 22         |                 | 11              | 2               |                    | -                  | -                  |             | -           | -           | 111    | 24     |
| Totale carriera      | Totale carriera      | Totale carriera      | 257        | 65         |                 | 33              | 11              |                    | 28                 | 11                 |             | -           | -           | 322    | 87     |

### Cronologia presenze e reti in nazionale
| Cronologia completa delle presenze e delle reti in nazionale ― Corea del Sud | Cronologia completa delle presenze e delle reti in nazionale ― Corea del Sud | Cronologia completa delle presenze e delle reti in nazionale ― Corea del Sud | Cronologia completa delle presenze e delle reti in nazionale ― Corea del Sud | Cronologia completa delle presenze e delle reti in nazionale ― Corea del Sud | Cronologia completa delle presenze e delle reti in nazionale ― Corea del Sud | Cronologia completa delle presenze e delle reti in nazionale ― Corea del Sud | Cronologia completa delle presenze e delle reti in nazionale ― Corea del Sud |
| Data                                                                         | Città                                                                        | In casa                                                                      | Risultato                                                                    | Ospiti                                                                       | Competizione                                                                 | Reti                                                                         | Note                                                                         |
| ---------------------------------------------------------------------------- | ---------------------------------------------------------------------------- | ---------------------------------------------------------------------------- | ---------------------------------------------------------------------------- | ---------------------------------------------------------------------------- | ---------------------------------------------------------------------------- | ---------------------------------------------------------------------------- | ---------------------------------------------------------------------------- |
| 1-9-2016                                                                     | Seul                                                                         | Corea del Sud                                                                | 3 – 2                                                                        | Cina                                                                         | Qual. Mondiali 2018                                                          | -                                                                            | 78’                                                                          |
| 6-9-2016                                                                     | Seremban                                                                     | Siria                                                                        | 0 – 0                                                                        | Corea del Sud                                                                | Qual. Mondiali 2018                                                          | -                                                                            | 67’                                                                          |
| 12-11-2016                                                                   | Cheonan                                                                      | Corea del Sud                                                                | 2 – 0                                                                        | Canada                                                                       | Amichevole                                                                   | -                                                                            | 66’                                                                          |
| 23-3-2017                                                                    | Changsha                                                                     | Cina                                                                         | 1 – 0                                                                        | Corea del Sud                                                                | Qual. Mondiali 2018                                                          | -                                                                            | 66’                                                                          |
| 28-3-2017                                                                    | Seul                                                                         | Corea del Sud                                                                | 1 – 0                                                                        | Siria                                                                        | Qual. Mondiali 2018                                                          | -                                                                            | 76’                                                                          |
| 7-6-2017                                                                     | Emirato di Ras al-Khaima                                                     | Iraq                                                                         | 0 – 0                                                                        | Corea del Sud                                                                | Amichevole                                                                   | -                                                                            | 46’                                                                          |
| 13-6-2017                                                                    | Doha                                                                         | Qatar                                                                        | 3 – 2                                                                        | Corea del Sud                                                                | Qual. Mondiali 2018                                                          | 1                                                                            | 66’                                                                          |
| 31-8-2017                                                                    | Seul                                                                         | Corea del Sud                                                                | 1 – 0                                                                        | Iran                                                                         | Qual. Mondiali 2018                                                          | -                                                                            | 89’                                                                          |
| 5-9-2017                                                                     | Tashkent                                                                     | Uzbekistan                                                                   | 0 – 0                                                                        | Corea del Sud                                                                | Qual. Mondiali 2018                                                          | -                                                                            |                                                                              |
| 24-3-2018                                                                    | Belfast                                                                      | Irlanda del Nord                                                             | 2 – 1                                                                        | Corea del Sud                                                                | Amichevole                                                                   | -                                                                            | 62’                                                                          |
| 27-3-2018                                                                    | Varsavia                                                                     | Polonia                                                                      | 3 – 2                                                                        | Corea del Sud                                                                | Amichevole                                                                   | -                                                                            | 38’                                                                          |
| 28-5-2018                                                                    | Taegu                                                                        | Corea del Sud                                                                | 2 – 0                                                                        | Honduras                                                                     | Amichevole                                                                   | 1                                                                            |                                                                              |
| 1-6-2018                                                                     | Jeonju                                                                       | Corea del Sud                                                                | 1 – 3                                                                        | Bosnia ed Erzegovina                                                         | Amichevole                                                                   | -                                                                            | 88’                                                                          |
| 7-6-2018                                                                     | Innsbruck                                                                    | Corea del Sud                                                                | 0 – 0                                                                        | Bolivia                                                                      | Amichevole                                                                   | -                                                                            |                                                                              |
| 18-6-2018                                                                    | Nižnij Novgorod                                                              | Svezia                                                                       | 1 – 0                                                                        | Corea del Sud                                                                | Mondiali 2018 - 1º turno                                                     | -                                                                            | 55’                                                                          |
| 23-6-2018                                                                    | Rostov                                                                       | Corea del Sud                                                                | 1 – 2                                                                        | Messico                                                                      | Mondiali 2018 - 1º turno                                                     | -                                                                            |                                                                              |
| 27-6-2018                                                                    | Kazan'                                                                       | Corea del Sud                                                                | 2 – 0                                                                        | Germania                                                                     | Mondiali 2018 - 1º turno                                                     | -                                                                            | 56’ 79’                                                                      |
| 11-9-2018                                                                    | Suwon                                                                        | Corea del Sud                                                                | 0 – 0                                                                        | Cile                                                                         | Amichevole                                                                   | -                                                                            | 86’                                                                          |
| 12-10-2018                                                                   | Seul                                                                         | Corea del Sud                                                                | 2 – 1                                                                        | Uruguay                                                                      | Amichevole                                                                   | -                                                                            | 78’                                                                          |
| 16-10-2018                                                                   | Cheonan                                                                      | Corea del Sud                                                                | 2 – 2                                                                        | Panama                                                                       | Amichevole                                                                   | -                                                                            | 71’                                                                          |
| 31-12-2018                                                                   | Abu Dhabi                                                                    | Arabia Saudita                                                               | 0 – 0                                                                        | Corea del Sud                                                                | Amichevole                                                                   | -                                                                            |                                                                              |
| 7-1-2019                                                                     | Dubai                                                                        | Corea del Sud                                                                | 1 – 0                                                                        | Filippine                                                                    | Coppa d'Asia 2019 - 1º turno                                                 | -                                                                            |                                                                              |
| 11-1-2019                                                                    | al-'Ayn                                                                      | Kirghizistan                                                                 | 0 – 1                                                                        | Corea del Sud                                                                | Coppa d'Asia 2019 - 1º turno                                                 | -                                                                            |                                                                              |
| 16-1-2019                                                                    | Abu Dhabi                                                                    | Corea del Sud                                                                | 2 – 0                                                                        | Cina                                                                         | Coppa d'Asia 2019 - 1º turno                                                 | -                                                                            |                                                                              |
| 22-1-2019                                                                    | Dubai                                                                        | Corea del Sud                                                                | 2 – 1 dts                                                                    | Bahrein                                                                      | Coppa d'Asia 2019 - Ottavi di finale                                         | 1                                                                            | 80’                                                                          |
| 7-6-2019                                                                     | Pusan                                                                        | Corea del Sud                                                                | 1 – 0                                                                        | Australia                                                                    | Amichevole                                                                   | -                                                                            | 67’                                                                          |
| 11-6-2019                                                                    | Seul                                                                         | Corea del Sud                                                                | 1 – 1                                                                        | Iran                                                                         | Amichevole                                                                   | -                                                                            | 68’                                                                          |
| 5-9-2019                                                                     | Istanbul                                                                     | Georgia                                                                      | 2 – 2                                                                        | Corea del Sud                                                                | Amichevole                                                                   | -                                                                            | 62’                                                                          |
| 10-10-2019                                                                   | Hwaseong                                                                     | Corea del Sud                                                                | 8 – 0                                                                        | Sri Lanka                                                                    | Qual. Mondiali 2022                                                          | 1                                                                            |                                                                              |
| 15-10-2019                                                                   | Pyongyang                                                                    | Corea del Nord                                                               | 0 – 0                                                                        | Corea del Sud                                                                | Qual. Mondiali 2022                                                          | -                                                                            | 46’                                                                          |
| 14-11-2019                                                                   | Beirut                                                                       | Libano                                                                       | 0 – 0                                                                        | Corea del Sud                                                                | Qual. Mondiali 2022                                                          | -                                                                            | 46’ 64’                                                                      |
| 19-11-2019                                                                   | Abu Dhabi                                                                    | Brasile                                                                      | 3 – 0                                                                        | Corea del Sud                                                                | Amichevole                                                                   | -                                                                            | 34’ 65’                                                                      |
| 14-11-2020                                                                   | Wiener Neustadt                                                              | Corea del Sud                                                                | 2 – 3                                                                        | Messico                                                                      | Amichevole                                                                   | -                                                                            | 68’                                                                          |
| 17-11-2020                                                                   | Maria Enzersdorf                                                             | Qatar                                                                        | 1 – 2                                                                        | Corea del Sud                                                                | Amichevole                                                                   | 1                                                                            | 76’                                                                          |
| 5-6-2021                                                                     | Goyang                                                                       | Corea del Sud                                                                | 5 – 0                                                                        | Turkmenistan                                                                 | Qual. Mondiali 2022                                                          | -                                                                            | 71’                                                                          |
| 9-6-2021                                                                     | Goyang                                                                       | Corea del Sud                                                                | 5 – 0                                                                        | Sri Lanka                                                                    | Qual. Mondiali 2022                                                          | 1                                                                            |                                                                              |
| 12-6-2021                                                                    | Goyang                                                                       | Corea del Sud                                                                | 2 – 1                                                                        | Libano                                                                       | Qual. Mondiali 2022                                                          | -                                                                            | 82’                                                                          |
| 2-9-2021                                                                     | Seul                                                                         | Corea del Sud                                                                | 0 – 0                                                                        | Iraq                                                                         | Qual. Mondiali 2022                                                          | -                                                                            | 58’                                                                          |
| 7-9-2021                                                                     | Suwon                                                                        | Corea del Sud                                                                | 1 – 0                                                                        | Libano                                                                       | Qual. Mondiali 2022                                                          | -                                                                            |                                                                              |
| 7-10-2021                                                                    | Seul                                                                         | Corea del Sud                                                                | 2 – 1                                                                        | Siria                                                                        | Qual. Mondiali 2022                                                          | -                                                                            |                                                                              |
| 12-10-2021                                                                   | Teheran                                                                      | Iran                                                                         | 1 – 1                                                                        | Corea del Sud                                                                | Qual. Mondiali 2022                                                          | -                                                                            |                                                                              |
| 11-11-2021                                                                   | Goyang                                                                       | Corea del Sud                                                                | 1 – 0                                                                        | Emirati Arabi Uniti                                                          | Qual. Mondiali 2022                                                          | 1                                                                            |                                                                              |
| 16-11-2021                                                                   | Doha                                                                         | Iraq                                                                         | 0 – 3                                                                        | Corea del Sud                                                                | Qual. Mondiali 2022                                                          | -                                                                            | 82’                                                                          |
| 24-3-2022                                                                    | Seul                                                                         | Corea del Sud                                                                | 2 – 0                                                                        | Iran                                                                         | Qual. Mondiali 2022                                                          | -                                                                            |                                                                              |
| 29-3-2022                                                                    | Dubai                                                                        | Emirati Arabi Uniti                                                          | 1 – 0                                                                        | Corea del Sud                                                                | Qual. Mondiali 2022                                                          | -                                                                            |                                                                              |
| 2-6-2022                                                                     | Seul                                                                         | Corea del Sud                                                                | 1 – 5                                                                        | Brasile                                                                      | Amichevole                                                                   | -                                                                            | 84’                                                                          |
| 6-6-2022                                                                     | Daejeon                                                                      | Corea del Sud                                                                | 2 – 0                                                                        | Cile                                                                         | Amichevole                                                                   | 1                                                                            |                                                                              |
| 23-9-2022                                                                    | Goyang                                                                       | Corea del Sud                                                                | 2 – 2                                                                        | Costa Rica                                                                   | Amichevole                                                                   | 1                                                                            |                                                                              |
| 27-9-2022                                                                    | Seul                                                                         | Corea del Sud                                                                | 1 – 0                                                                        | Camerun                                                                      | Amichevole                                                                   | -                                                                            | 61’                                                                          |
| 2-12-2022                                                                    | Al Rayyan                                                                    | Corea del Sud                                                                | 2 – 1                                                                        | Portogallo                                                                   | Mondiali 2022 - 1º turno                                                     | 1                                                                            | 65’ 90+2’                                                                    |
| 5-12-2022                                                                    | Doha                                                                         | Brasile                                                                      | 4 – 1                                                                        | Corea del Sud                                                                | Mondiali 2022 - Ottavi di finale                                             | -                                                                            |                                                                              |
| 15-6-2023                                                                    | Busan                                                                        | Corea del Sud                                                                | 0 – 1                                                                        | Perù                                                                         | Amichevole                                                                   | -                                                                            | 85’                                                                          |
| 20-6-2023                                                                    | Daejeon                                                                      | Corea del Sud                                                                | 1 – 1                                                                        | El Salvador                                                                  | Amichevole                                                                   | -                                                                            | 69’                                                                          |
| 7-9-2023                                                                     | Cardiff                                                                      | Galles                                                                       | 0 – 0                                                                        | Corea del Sud                                                                | Amichevole                                                                   | -                                                                            | 61’                                                                          |
| 12-9-2023                                                                    | Newcastle upon Tyne                                                          | Arabia Saudita                                                               | 0 – 1                                                                        | Corea del Sud                                                                | Amichevole                                                                   | -                                                                            | 38’ 68’                                                                      |
| 13-10-2023                                                                   | Seul                                                                         | Corea del Sud                                                                | 4 – 0                                                                        | Tunisia                                                                      | Amichevole                                                                   | -                                                                            | 67’                                                                          |
| 17-10-2023                                                                   | Suwon                                                                        | Corea del Sud                                                                | 6 – 0                                                                        | Vietnam                                                                      | Amichevole                                                                   | 1                                                                            |                                                                              |
| 16-11-2023                                                                   | Seul                                                                         | Corea del Sud                                                                | 5 – 0                                                                        | Singapore                                                                    | Qual. Mondiali 2026                                                          | 1                                                                            | 70’                                                                          |
| 21-11-2023                                                                   | Shenzhen                                                                     | Cina                                                                         | 0 – 3                                                                        | Corea del Sud                                                                | Qual. Mondiali 2026                                                          | -                                                                            | 72’                                                                          |
| 6-1-2024                                                                     | Abu Dhabi                                                                    | Iraq                                                                         | 0 – 1                                                                        | Corea del Sud                                                                | Amichevole                                                                   | -                                                                            | 46’                                                                          |
| 25-1-2024                                                                    | Al Wakrah                                                                    | Corea del Sud                                                                | 3 – 3                                                                        | Malaysia                                                                     | Coppa d'Asia 2023 - 1º turno                                                 | -                                                                            | 62’                                                                          |
| 30-1-2024                                                                    | Al Rayyan                                                                    | Arabia Saudita                                                               | 1 – 1 dts (2 – 4 dtr)                                                        | Corea del Sud                                                                | Coppa d'Asia 2023 - Ottavi di finale                                         | -                                                                            | 54’                                                                          |
| 2-2-2024                                                                     | Al Wakrah                                                                    | Australia                                                                    | 1 – 2 dts                                                                    | Corea del Sud                                                                | Coppa d'Asia 2023 - Quarti di finale                                         | 1                                                                            | 105’                                                                         |
| 6-2-2024                                                                     | Al Rayyan                                                                    | Giordania                                                                    | 2 – 0                                                                        | Corea del Sud                                                                | Coppa d'Asia 2023 - Semifinale                                               | -                                                                            | 81’                                                                          |
| 6-6-2024                                                                     | Kallang                                                                      | Singapore                                                                    | 0 – 7                                                                        | Corea del Sud                                                                | Qual. Mondiali 2026                                                          | 1                                                                            | 58’                                                                          |
| 11-6-2024                                                                    | Seul                                                                         | Corea del Sud                                                                | 1 – 0                                                                        | Cina                                                                         | Qual. Mondiali 2026                                                          | -                                                                            | 90+4’                                                                        |
| 5-9-2024                                                                     | Seul                                                                         | Corea del Sud                                                                | 0 – 0                                                                        | Palestina                                                                    | Qual. Mondiali 2026                                                          | -                                                                            | 58’                                                                          |
| 10-9-2024                                                                    | Mascate                                                                      | Oman                                                                         | 1 – 3                                                                        | Corea del Sud                                                                | Qual. Mondiali 2026                                                          | 1                                                                            | 89’                                                                          |
| 10-10-2024                                                                   | Amman                                                                        | Giordania                                                                    | 0 – 2                                                                        | Corea del Sud                                                                | Qual. Mondiali 2026                                                          | -                                                                            | 23’                                                                          |
| 20-3-2025                                                                    | Goyang                                                                       | Corea del Sud                                                                | 1 – 1                                                                        | Oman                                                                         | Qual. Mondiali 2026                                                          | 1                                                                            | 63’                                                                          |
| 25-3-2025                                                                    | Suwon                                                                        | Corea del Sud                                                                | 1 – 1                                                                        | Giordania                                                                    | Qual. Mondiali 2026                                                          | -                                                                            | 68’                                                                          |
| 5-6-2025                                                                     | Bassora                                                                      | Iraq                                                                         | 0 – 2                                                                        | Corea del Sud                                                                | Qual. Mondiali 2026                                                          | -                                                                            | 61’                                                                          |
| 10-6-2025                                                                    | Seul                                                                         | Corea del Sud                                                                | 4 – 0                                                                        | Kuwait                                                                       | Qual. Mondiali 2026                                                          | -                                                                            | 83’                                                                          |
| Totale                                                                       |                                                                              | Presenze                                                                     | 73                                                                           |                                                                              | Reti                                                                         | 16                                                                           |                                                                              |

## Palmarès

### Club
- Campionato austriaco: 4

Salisburgo: 2015-2016, 2016-2017, 2017-2018, 2019-2020
- Coppa d'Austria: 3

Salisburgo: 2015-2016, 2016-2017, 2019-2020

### Nazionale
- Giochi asiatici: 1

2018